# Mara Abbott
Mara Abbott (Boulder, 14 de novembre de 1985) és una antiga ciclista estatunidenca professional del 2007 al 2016. Guanyadora de dos Giros d'Itàlia i dos Campionats nacionals en ruta. El 2010, Abbott es va convertir en la primera ciclista nord-americana a guanyar el Giro d'Itàlia Femminile, un dels Grands Tours de les curses de bicicleta femenines. Abbott es va retirar després de la cursa de carretera dels Jocs Olímpics de 2016.

## Palmarès
Palmarès de Mara Abbott.
- 2005
  - 1a al Mount Evans Hill Climb
- 2006
  - 1a al Mount Evans Hill Climb
- 2007
  -  Campiona dels Estats Units en ruta
  - 1a al Tour de Gila i vencedora d'una etapa
  - Vencedora d'una etapa al Redlands Bicycle Classic
- 2008
  - Vencedora d'una etapa a la San Dimas Stage Race
  - Vencedora d'una etapa al Redlands Bicycle Classic
  - Vencedora d'una etapa al Mount Hood Cycling Classic
  - Vencedora d'una etapa al Tour de Feminin-Krásná Lípa
  - Vencedora d'una etapa al Giro de Toscana-Memorial Michela Fanini
- 2009
  - Vencedora d'una etapa a la San Dimas Stage Race
  - Vencedora d'una etapa al Giro d'Itàlia
- 2010
  -  Campiona dels Estats Units en ruta
  - 1a al Giro d'Itàlia i vencedora de 2 etapes
  - 1a a la Cascade Cycling Classic i vencedora d'una etapa
  - 1a al Tour de Gila i vencedora d'una etapa
  - Vencedora d'una etapa a la San Dimas Stage Race
  - Vencedora d'una etapa al Tour de l'Aude
- 2011
  - Vencedora d'una etapa al Tour de Gila
- 2013
  - 1a al Giro d'Itàlia i vencedora de 2 etapes
  - 1a al Tour de Gila i vencedora de 2 etapes
  - 1a a la San Dimas Stage Race i vencedora d'una etapa
  - Vencedora d'una etapa al Redlands Bicycle Classic
- 2014
  - 1a al Mount Evans Hill Climb
  - 1a al Tour de Gila i vencedora de 2 etapes
  - 1a a la Volta a El Salvador i vencedora d'una etapa
  - 1a al Gran Premi d'Orient
  - Vencedora d'una etapa al Redlands Bicycle Classic
- 2015
  - 1a al Mount Evans Hill Climb
  - 1a al Redlands Bicycle Classic i vencedora d'una etapa
  - 1a al Tour de Gila i vencedora de 2 etapes
  - Vencedora d'una etapa al Giro d'Itàlia
- 2016
  - 1a al Tour de Gila i vencedora de 2 etapes
  - Vencedora d'una etapa al Redlands Bicycle Classic
  - Vencedora d'una etapa al Giro d'Itàlia